# Хесте Касум
Хесте Касум (азерб. خسته قاسم, Xəstə Qasım) — азербайджанський ашуг і поет XVIII століття, відомий у народі також як і Дєдє Касум.

## Життєпис
Хесте Касум народився близько 1680 року в селі Тікмедаш, поблизу Тебриза в одній з найбільш освічених сімей в Тебризі, що видно зі збереженої поетичної спадщини поета. У XVII столітті такі форми художньої народної творчості, як ашузька поезія і дастанська творчість були поширені не тільки в Тебризі, але й в його околицях.
З дитинства Касум виявляв інтерес до поезії. Він ґрунтовно вивчив арабську і перську мови, а також оволодів новими знаннями в галузі мистецтва віршування, філософії, історії, ісламу, астрономії. Касум також глибоко вивчив літературну спадщину Фізулі, і себе вважав його нащадком.
Касум опанував досвідом попередніх майстрів, таких як Дєдє Коркут, Ширванли молла Касум, Гаріб, Гурбані, Туфарганли Аббас, створював вірші, вважається, що брав участь у вдосконаленні мовних і стилістичних засобів дастана Керогли.
У зв'язку зі вторгненням 1734 року військ Надер Шаха і підкоренням Тебриза, багато поети та їхні родини були виселені. Вимушене переселення з рідних місць Хесте Касум зобразив у своєму творі «Залишайтеся».
Хесте Касум надовго оселився в Шемасі і наступні роки провів у Ширвані. Також він деякий час жив при дворі одного з ширванських ханів — Гарахана.
Під час подорожі до Дербента Дєдє Касум зустрівся з ашугом Лезгі Ахмедом. Відомо, що між поетами відбулося змагання, коли обидві сторони обмінювалися віршами-загадками («деїшме»). Це змагання відоме як дастан під назвою «Змагання Дєдє Касума з Лезгі Ахмедом».